# Ranunculus podocarpus
Ranunculus podocarpus W.T. Wang – gatunek rośliny z rodziny jaskrowatych (Ranunculaceae Juss.). Występuje endemicznie w Chinach – w południowym Anhui oraz północnej części Jiangxi. 

## Morfologia
PokrójBylina o mniej lub bardziej owłosionych pędach. Dorasta do 5–15 cm wysokości.
LiścieW zarysie mają kształt od owalnego do owalnie romboidalnego. Mierzą 0,5–4 cm długości oraz 1–4 cm szerokości. Ogonek liściowy jest nagi i ma 1,5–5 cm długości.
KwiatySą pojedyncze. Pojawiają się na szczytach pędów. Mają żółtą barwę. Dorastają do 11–16 mm średnicy. Mają 5 eliptycznych działek kielicha, które dorastają do 4–5 mm długości. Mają od 5 do 7 odwrotnie owalnych płatków o długości 6–9 mm.
OwoceNagie lub lekko owłosione niełupki o eliptycznym kształcie i długości 1–2 mm. Tworzą owoc zbiorowy – wieloniełupkę o prawie kulistym kształcie i dorastającą do 3–5 mm długości.

## Biologia i ekologia
Rośnie na brzegach rzek i jezior. Występuje na terenach nizinnych. Kwitnie od marca do października. 